# Kvitravn
| Recensione | Giudizio |
| ---------- | -------- |
| Ondarock   | 8,5      |

Kvitravn è il quinto album del gruppo musicale norvegese Wardruna, pubblicato nel 2021.

## Tracce
1. Synkverv – 4:51
2. Kvitravn – 6:18
3. Skugge – 6:38
4. Grá – 3:32
5. Fylgjutal – 7:05
6. Munin – 5:26
7. Kvit hjort – 5:41
8. Viseveiding – 4:48
9. Ni – 4:29
10. Vindavlarljod – 6:40
11. Andvevarljod – 10:16

## Classifiche
| Classifica (2021) | Posizione massima |
| ----------------- | ----------------- |
| Austria           | 1                 |
| Belgio (Fiandre)  | 32                |
| Belgio (Vallonia) | 61                |
| Finlandia         | 19                |
| Francia           | 65                |
| Germania          | 2                 |
| Norvegia          | 11                |
| Paesi Bassi       | 26                |
| Svizzera          | 2                 |